# Керестей Павло Михайлович
Павло Михайлович Керестей  (нар. 20 серпня 1962, м. Ужгород Закарпатської області Української РСР) - український живописець, відео- та фото-художник, автор інсталяцій, перформансів, теоретичних текстів, куратор, член Національної спілки художників України (з 1989), представник «Нової української хвилі».

## Життєпис
Народився Павло Керестей 1962 року в Ужгороді на Закарпатті.
У 1984 році закінчив Львівський державний інститут прикладного і декоративного мистецтва (нині - Львівська національна академія мистецтв). У середині 1990-х років емігрував з України до Німеччини. У 1994 році у Мюнхені разом із Сюзанною Клаузен заснував художню групу Szuper Gallery.
Живе і працює у німецькому Мюнхені та Редінгу (Англія)
.

## Творчість
Представник трансавангардного мистецтва «нової хвилі» середини 1980-х – початку 1990-х роках. У своїх роботах активно використовує агресивно-яскраву палітру кольорів, чим посилює враження. У 1989 році вступив до Національної спілки художників України. Учасник сквоту «Паризька комуна» у 1990-1994 роках. Його картини з успіхом продаються на торгах престижного аукціону Phillips у Лондоні. За вагомий внесок у сучасне українське мистецтво Павла Керестея називають одним із «25 найкращих [нинішніх] українських художників». Він виставлявся на виставці «Сучасні українські художники» в галереї Саатчі у 2013 році, яку визнали «найповнішою виставкою, що присвячена українському сучасному мистецтву у Великій Британії"".
|  | «...немає внутрішнього бачення у живописі чи мистецтві – є тільки переосмислення і постійна думка, - вважає Павло Керестей. - Сьогодні художники не творять, як кажуть, «із живота», навпаки – вони працюють із голови. А фарби… Тоді я тільки вже працюю з кольором, коли у тексті картини написано, що є колір, барва... Улюблена фарба та, котра під рукою. Це найдешевший, окрім письма, спосіб зображення ідеї. Або не ідеї. Її також треба зобразити і розуміти, чого ти зображаєш її так, а чи інакше. Це основні питання: що ти робиш і чому.» |

## Виставки
З 1988 року бере участь у персональних та групових виставках в Україні, Росії (Москва, 1991, 1997), Угорщині, Словаччині, Німеччині (Мюнхені, 1994–1996, 2001–2003 та Бремені, 2002), Данії, Швейцарії (Цюриху, 1997), Великій Британії (Лондоні, 1998–2001). Зокрема, у лютому - березні 2018 року виставка в ILKO Gallery. З травня 2020 року брав участь у міжнародній художній виставці у віртуальному просторі Strange Time (з англ. — «Дивний час»). Вона створена українським художником Степаном Рябченком в межах творчого об’єднання «Арт Лабораторія» у період COVID-19 карантину як інтернет-сайт, що розвивається за принципом живого організму, наповнюючись роботами художників з усього світу та розширюючи свої межі.

#### Вибрані виставки
- 1999 - Kunstverein Munich;
- 2000 - Whitechapel Art Gallery;
- 2002 - Shedhalle Zurich, Künstlerhaus Bremen;
- 2004 - Para/Site Art Space, Гонконг;
- 2005 - Kunsthalle Helsinki;
- 2008 - The MacKenzie Art Gallery, Канада;
- 2011 - Kunstmuseum Thun;
- 2012 - Perm Museum of Contemporary Art;
- 2014 - Western Front Vancouver;
- 2015 - GRAD Лондон.

## Колекції

#### Музейні колекції
- Національний художній музей України, Київ, Україна
- Сумський художній музей імені Никанора Онацького, Суми, Україна
- Державний Російський музей, Санкт-Петербург, Росія